# Артюшин, Михаил Алексеевич
Михаил Алексеевич Артюшин — советский политический деятель, депутат Верховного Совета СССР 1-го созыва (1938—1946).

## Биография
Диспетчер Чусовского отделения службы эксплуатации, заместитель начальника службы движения станции Чусовая ж. д. имени Л. М. Кагановича, начальник Нижнетагильского отделения Свердловской железной дороги.

### Политическая деятельность
Был избран депутатом Верховного Совета СССР 1-го созыва от Свердловской области в Совет Союза в результате выборов 12 декабря 1937 года.